# Hydrops martii
Hydrops martii — вид змій родини полозових (Colubridae). Мешкає в Південній Америці.

## Поширення і екологія
Hydrops martii мешкають в Амазонії, на території Бразилії, Перу, Еквадору, Колумбії, Венесуели і Суринаму. Вони живуть у вологих тропічних лісах, на берегах водойм, на висоті до 300 м над рівнем моря. Водуть водний спосіб життя, живляться рибою.